# Abritus
Abritus ou  Abrittus est une cité romaine antique de la province romaine de Mésie, proche de la moderne Razgrad (Bulgarie),.

## Histoire
Avant la période romaine, Abritus est habitée par les Thraces, dont la romanisation aboutit aux Thraco-Romains, lesquels sont christianisés aux Ve – VIe siècles. Les recherches archéologiques ont mis en évidence les murailles d'un camp militaire romain. La « ligne Jireček » est proche : outre le latin, le grec y est également pratiqué. Les auteurs antiques mentionnent Abritus pour la bataille de 251 où l’empereur Trajan Dèce trouva la mort face aux Goths et aux Scythes du roi Kniva,. Au IVe siècle, autour d'une superficie de 140 ares sont élevés des remparts de trois mètres d'épaisseur et de douze mètres de hauteur, percés de quatre portes et comptant 35 tours défensives.

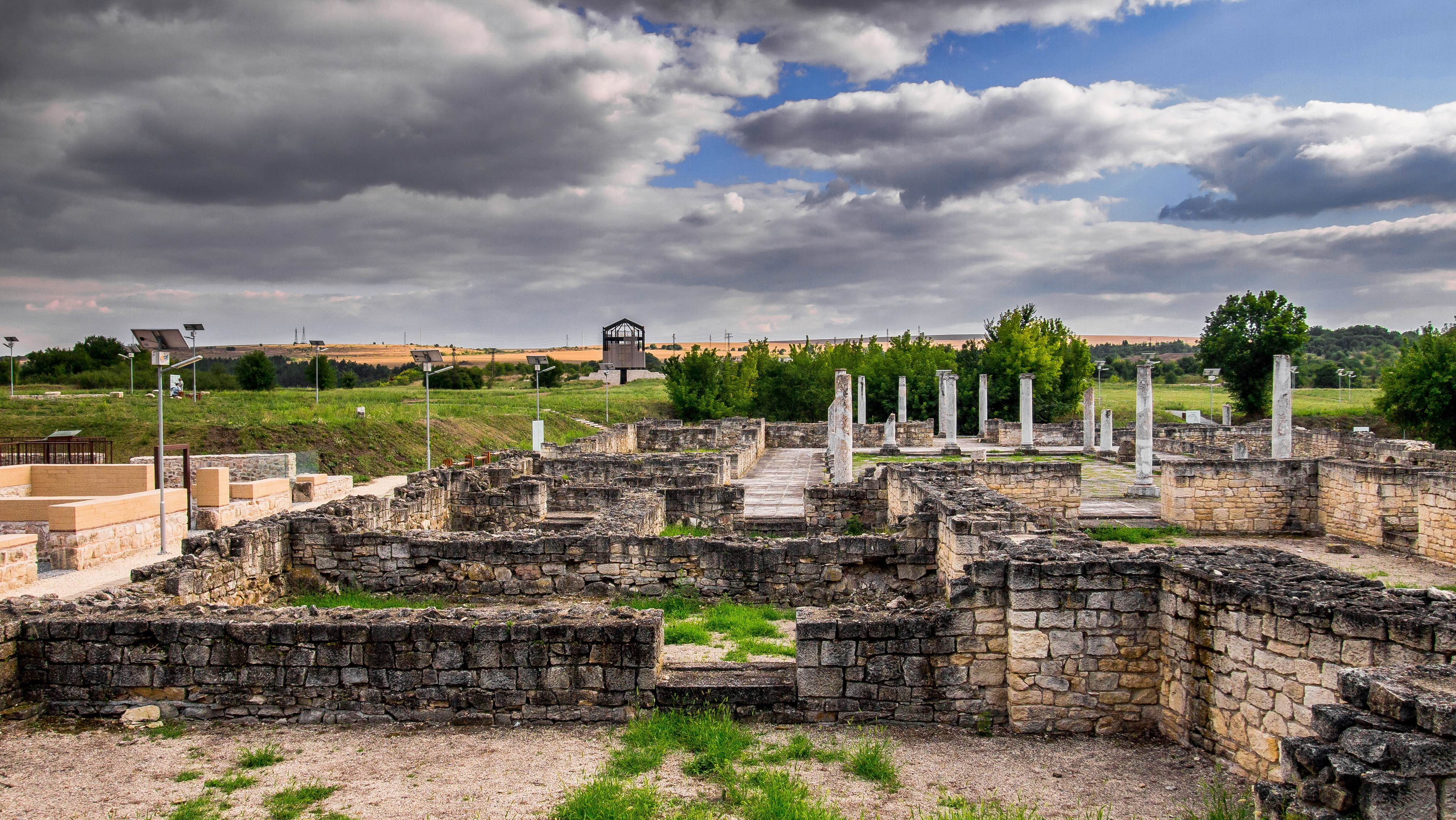
Les vestiges d'Abritus près de Razgrad.

Les invasions déterminent l'empereur Justinien, dans le cadre de son entreprise de consolidation des forteresses de Mésie, à restaurer à nouveau Abritus. C'est alors non seulement une importante cité, mais aussi le siège d'un évêché de la région du bas-Danube (Παριστρίων ou « Paristrie ») qui constitue toujours un siège titulaire pour les églises catholique et orthodoxe,.
Au tournant du VIIe siècle, la pénétration accrue des Slaves puis la victoire en 680 des Bulgares contraignent l'Empire à céder la région au Premier Empire bulgare : Abritus est alors abandonnée, mais la ville toute proche de Razgrad la remplace. Slaves et Bulgares adopteront à leur tour le christianisme de rite byzantin au IXe siècle et, par la même occasion, les alphabets glagolitique et cyrillique créés pour les langues slaves par Cyrille et Méthode à partir de l'alphabet grec.

## Fouilles archéologiques
En 1956, des fouilles archéologiques menées sur place confirment l'identification du site comme celui d'Abritus grâce à la découverte d'une inscription en latin sur une pierre.

## Autres
Le genre d'ammonites Abrytusites, trouvé dans les calcaires crétacés du site, doit son nom à Abritus.